# Ahasuerus van den Berg

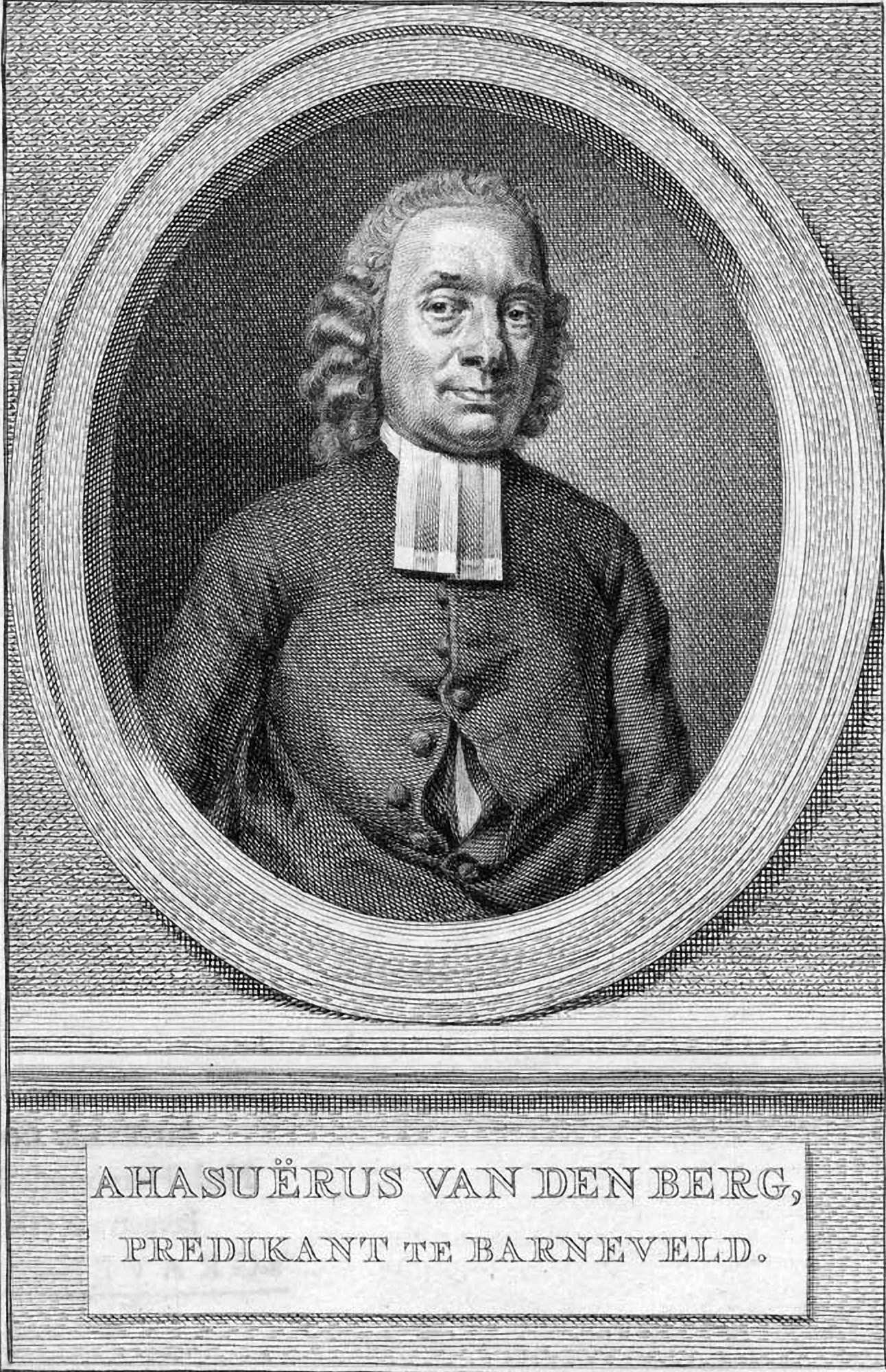
Ahasuerus van den Berg

Ahasuerus van den Berg, ook geschreven als Ahasverus van den Berg (Dordrecht, 20 februari 1733 - Arnhem, 6 januari 1807) was een Nederlands predikant en dichter.
Van den Berg stond als predikant in Bruchem, Barneveld en Arnhem. Hij had een bijzondere belangstelling voor de psalmen en gezangen. Namens de provincie Gelderland was hij in 1773 lid van de commissie voor de nieuwe psalmberijming. Ook was hij een van de drijvende krachten achter de Gezangbundel van 1806, die hij mocht presenteren aan raadspensionaris Rutger Jan Schimmelpenninck.
Hij schreef onder meer Proeven van geestelijke Oden en Liederen (1779), Levensbericht van J.F. Martinet (1796), de Geografie van Veluwe (1796) en Gedachten over Geestelijke Oden en Liederen (1802).
Van den Berg vormde een religieus-literair netwerk, met zijn zus Kornelia Sebilla (vertaalster), Petrus Brouwer, hoogleraar theologie, dichter Willem Hendrik Sels en Barones Margriet de Cocq Van Haeften, (dichteres) vrouwe van Landgoed Schaffelaar. Van den Berg had ook contacten met Jan Floris Martinet en Elisabeth Maria Post.
Bekend van Ahasuerus van den Berg is het derde couplet uit gezang 178 in de hervormde gezangbundel 1938 en lied 445 uit het Liedboek voor de Kerken, Ruwe stormen mogen woeden. Dit populaire vers werd onder meer gezongen op 2 februari 2003 in Brouwershaven, bij de herdenkingsdienst van de Watersnood van 1953. Ook de gezangen 189 (Mijn Verlosser hangt aan 't kruis), 258 (Halleluja, lof zij de Heer!), 399 Berijming van het 'Te Deum' en 449 (God, enkel licht) zijn door hem geschreven of vertaald.